# Hanabie.
Hanabie. (花冷え。?), estilizado HANABIE., es una banda japonesa de nu metalcore de Tokio, Japón se formó en 2015. La banda está formada por la vocalista Yukina, la guitarrista Matsuri, la bajista Hettsu y la baterista Chika. Son conocidas por combinar música fuerte y pesada con la estética contrastante de Harajuku en un estilo que ellas mismos describen como "Harajuku-core". Sus canciones incorporan elementos de metalcore, hardcore punk y nu metal, con una mezcla de hip hop y electrónica.
La banda fue formada por cuatro amigas de la escuela secundaria debido a su admiración compartida por Maximum the Hormone, como parte de sus actividades del club de música ligera. Inicialmente una banda de covers, pronto hicieron la transición a escribir música original, autoproduciendo su primer sencillo en 2016. Después de un período como banda independiente, durante el cual lanzaron un álbum y un EP, fueron contratadas por Epic Records Japan, una subsidiaria de Sony Music Japan en 2023. En el mismo año, su segundo álbum Reborn Superstar! fue lanzado, ocupando el puesto 24 en las listas de álbumes semanales de Billboard Japan. El éxito del álbum las llevó al reconocimiento internacional y a apariciones en varios festivales de música fuera de Japón.

## Historia

### Inicios (2015-2016)
Yukina, Matsuri y Hettsu se conocieron mientras asistían a la misma escuela secundaria. En esa época, Yukina y Matsuri se volvieron fanes de Maximum the Hormone. Le presentaron la banda a Hettsu, quien inicialmente se sorprendió de que la "linda y clara" Yukina escuchara esas "canciones indecentes". Durante su primer año de secundaria, Yukina decidió formar una banda de covers de Maximum the Hormone con sus amigos después de ver actuar a un estudiante de último año. Junto con Matsuri y Hettsu, reclutó a otra compañera de clase, Kaede, y las cuatro formaron Hanabie. en junio de 2015. Matsuri asumió el papel de guitarrista ya que tocaba la guitarra desde la infancia. Hettsu decidió tocar el bajo ya que nunca había tocado el instrumento antes, mientras que Kaede optó por la batería. Yukina eligió ser la vocalista ya que era el único papel que le quedaba. El nombre de la banda Hanabie. es una palabra japonesa para el día de primavera en el que regresa el frío del invierno. Es una referencia a los cumpleaños de los miembros fundadores que nacieron en los meses de primavera o invierno; Matsuri, Hettsu y Kaede nacieron en diciembre, y Yukina en abril. La elección de una palabra japonesa para la banda fue deliberada, ya que sintieron que los nombres de bandas en inglés eran demasiado comunes.
Pronto dejaron de hacer covers de canciones de Maximum the Hormone y comenzaron a escribir música original. En octubre de 2016, la banda lanzó sus primeras canciones, "Crash Over" y "Sweet Killer". En diciembre de 2016, Kaede dejó la banda para centrarse en sus estudios.

### Primer miniálbum, concursos de bandas, carrera indie (2017-2019)

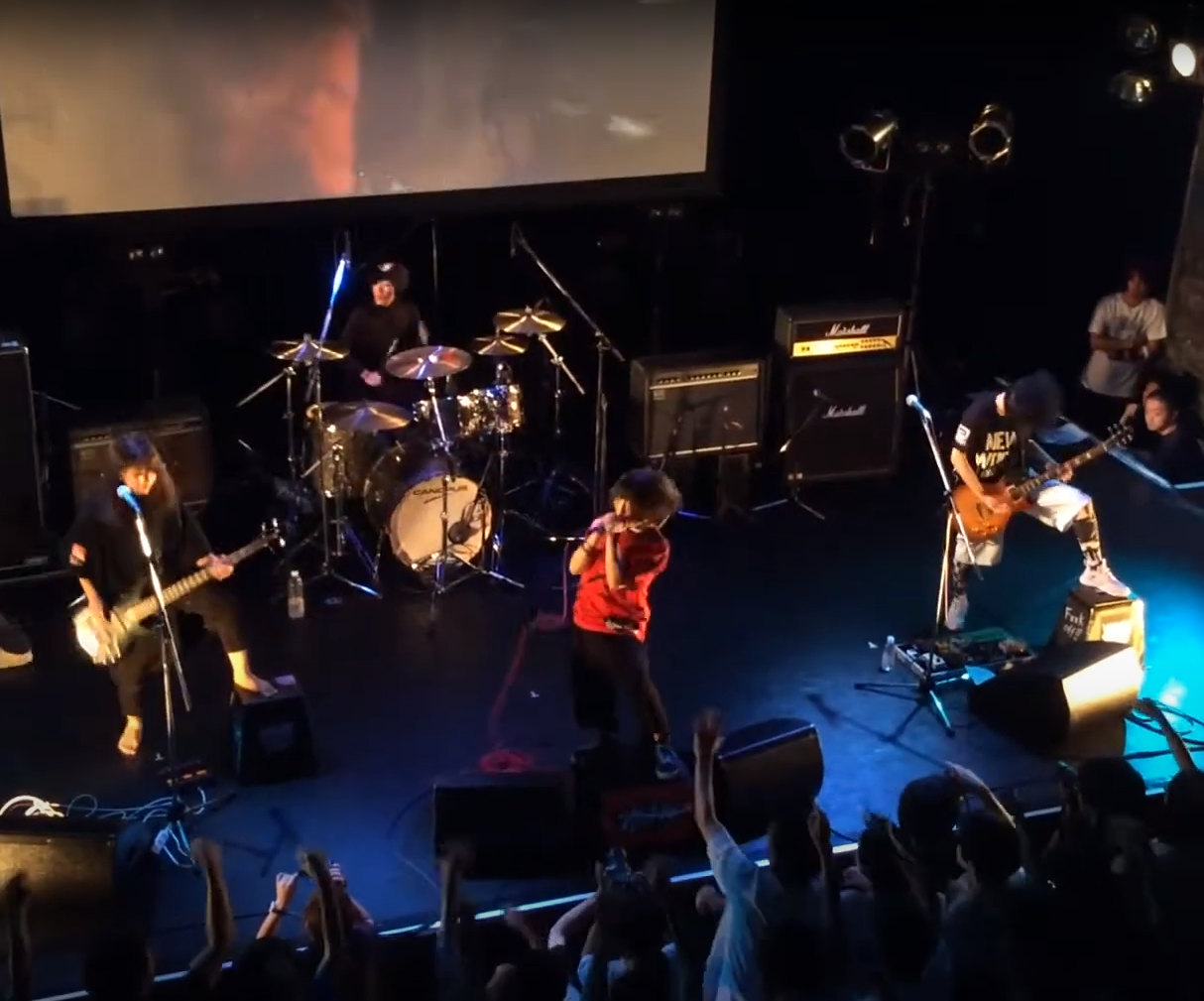
Hanabie. actuando en 2017 con el ex baterista Boa.

Después de descubrir que los estudiantes de secundaria podían actuar en salas de conciertos, se comunicaron con el gerente de Tachikawa Babel e hicieron arreglos para actuar allí. Posteriormente, comenzaron a actuar regularmente en varios lugares de Tokio. Debido a la salida de Kaede, la banda continuó sus actividades con varios bateristas de apoyo. Lanzaron su tercera canción, "Envy", en junio de 2017, que se vendió exclusivamente en sus presentaciones en vivo como parte del CD demo "Crash Over". En julio de 2017, Boa se unió oficialmente a la banda, habiendo actuado anteriormente como baterista de apoyo. En agosto, participaron en la competencia nacional de bandas llamada "School Out", donde terminaron como subcampeones nacionales. Durante la competencia, llamaron la atención del baterista de Crystal Lake, Gaku Taura. Al enterarse de que estaban buscando un estudio de grabación, Taura se ofreció a grabar su álbum en su estudio.
En enero de 2018, participaron en su primer evento en vivo de tres personas con Oshamegane y Wacality en "Shinjuku Antiknock". En agosto, la banda participó en el concurso Japan Expo Rock y llegó a la final, convirtiéndose en la única banda de adolescentes en lograrlo. Durante este período, contemplaron dejar la música debido a la incertidumbre sobre su futuro, pero Taura los convenció de lo contrario, creyendo que "estos niños podrían ser grandes en el futuro". El 17 de octubre, la banda anunció el lanzamiento de su miniálbum debut, "Cherry Blossoms Are Blooming", junto con una gira de acompañamiento.
Boa decidió alejarse de la banda en septiembre de 2018, lo que los llevó a continuar con sus presentaciones en vivo con la ayuda de varios bateristas de apoyo. En noviembre, se embarcaron en la gira de lanzamiento de "Flowering Statement", que incluyó espectáculos en Shinjuku, Nagano, Osaka, Nagoya, Shizuoka, Kioto y Tachikawa. También actuaron en "Ro Jack for Countdown Japan 18/19". Su sencillo "L.C.G" fue lanzado en noviembre de 2019 en plataformas digitales, acompañado de un video musical en YouTube.

### Girl's Reform Manifesty éxito en los indie (2020-2022)
La banda hizo una aparición en "Ro Jack for Rock in Japan 2020" en junio de 2020. En agosto de 2020, lanzaron "Sentimental Heroine" en diferentes plataformas de transmisión de música, acompañada de un video con la letra en YouTube. Durante el mismo mes, también anunciaron una campaña de financiación colectiva para apoyar su próximo álbum. A los patrocinadores se les ofrecieron varias recompensas, y el nivel más alto recibió una nueva canción personalizada escrita por la banda según sus solicitudes.
En septiembre de 2020, la banda presentó a Sae como su nuevo baterista, que anteriormente había estado activo en la escena underground local. Ese mismo mes, dieron a conocer la canción "Reiwa Matching Generation". Su gran avance llegó con el lanzamiento de "We Love Sweets" en enero de 2021, que obtuvo más de un millón de visitas en YouTube. El éxito de la canción generó más oportunidades de actuar en diferentes eventos musicales y aumentó la asistencia a sus espectáculos. También participaron en espectáculos de dos y tres personas con bandas como C-Gate y Oshamagane.
Debido a que los miembros de la banda todavía eran estudiantes universitarios, tuvieron que equilibrar sus estudios, trabajos a tiempo parcial y sesiones de grabación mientras continuaban actuando en salas de conciertos. Hicieron conciertos durante las vacaciones o cuando tenían tiempo libre. En 2021, los miembros de la banda se graduaron de la universidad. Más tarde ese año, su primer álbum completo, "Girl's Reform Manifest ", se lanzó el 14 de enero de 2021. Se celebró un concierto de "fiesta de lanzamiento del nuevo álbum" en el mismo mes. En abril de 2022, dieron a conocer el sencillo "Love Ranbu", seguido de "Neet Game" en agosto de 2022, este último también recibió un video musical. Se habían establecido con éxito en la escena indie de Tokio. A lo largo de 2022, actuaron en varios lugares de Shimokitazawa, Shibuya, Nagoya y Shinjuku.

### Reborn Superstar!y reconocimiento internacional (2023-presente)
En enero de 2023, lanzaron un nuevo sencillo "Pardon Me, I Have to Go Now". El éxito de la canción atrajo la atención de los promotores internacionales, y la banda recibió invitaciones para actuar en MetalDays, Leyendas del Rock, Dynamo Metalfest, Blue Ridge Rock Festival, Louder than Life, y Aftershock. Su actuación en MetalDays se canceló más tarde debido a las fuertes lluvias e inundaciones.
Después de un período de ausencia de las presentaciones en vivo, se anunció en abril que Sae dejaría la banda por razones personales. En una entrevista posterior con Headbang Magazine, los miembros de la banda citaron diferencias sobre la dirección de la banda y desacuerdos personales, entre otras razones para la salida de Sae. Con una gira internacional acercándose, la banda inicialmente consideró utilizar un baterista de apoyo debido a la dificultad de reclutar a un nuevo baterista con poca antelación. Sin embargo, finalmente optaron por buscar un baterista permanente para asegurar una formación completa para su gran debut. Matsuri se puso en contacto con sus contactos y les preguntó: "Somos una banda de este género, ¿hay alguien que esté dispuesto a hacerlo?". Tras una audición, Chika, que había trabajado anteriormente como profesora de batería, fue elegida para el puesto. Fue presentada formalmente como la nueva baterista de la banda en mayo durante el bis de su actuación en el "Great Spring Liberation Festival 2023". Ese mismo mes, se anunció su gira europea, mientras que en junio se anunció una gira por Estados Unidos.
La banda participó en el festival de música japonés Satanic Carnival en junio. Durante el espectáculo, revelaron que habían firmado con Epic Records Japan, una subsidiaria de Sony Music Japan. Poco después, también se anunció el primer álbum de la banda bajo su nuevo sello. En julio de 2023, la banda apareció en el volumen 14 de la revista Metal Hammer Japan. También en julio, se celebró en Tokio un evento promocional "Orihime Who Ran Away" para promocionar su próximo álbum.
Su segundo álbum Reborn Superstar! se lanzó el 26 de julio de 2023. Recibió críticas positivas y alcanzó el puesto número 26 en las listas de álbumes semanales de Billboard Japón. El lanzamiento del álbum coincidió con su gira nacional por el octavo aniversario en Japón. Poco después, la banda se embarcó en su primera gira europea en agosto, a la que siguió su primera gira por Estados Unidos en septiembre. Abrieron para Limp Bizkit en noviembre. Al mes siguiente, acompañaron a la banda británica de metalcore While She Sleeps en su gira por Asia, como acto de apertura.
El 13 de enero de 2024 se lanzó un nuevo sencillo, "Otaku Lovely Densetsu". Ese mismo mes, comenzaron la gira "Hajimete no Lovely Legend 2-man Japan Tour". La gira concluyó en marzo con un espectáculo encabezando el cartel junto a Maximum the Hormone. En medio de la gira, los miembros de la banda recibieron mensajes amenazantes en las redes sociales, lo que provocó que se reforzaran las medidas de seguridad en sus espectáculos mientras las autoridades realizaban una investigación. La segunda gira europea y norteamericana de la banda se anunció en febrero con Left to Suffer y Outline in Color como actos de apoyo. La gira incluiría apariciones en el Download Festival, Rock am Ring, Rock im Park, Graspop Metal Meeting, Resurrection Fest y Full Force. Ese mismo mes, "Oishii Survivor" se convirtió en el tema principal de Momentary Lily, canción compuesta específicamente por la banda para la serie de anime. La banda lanzó el EP de seis canciones, Bucchigiri Tokyo, en diciembre de 2024. "Oishii Survivor" se lanzó como sencillo el 12 de marzo y alcanzó el puesto 31 en las listas semanales de sencillos de Oricon. "Spicy Queen" se lanzó como sencillo el 28 de mayo de 2025.

## Estilo musical e influencias
La música de Hanabie. puede clasificarse ampliamente como metalcore, aunque con influencias de varios estilos musicales. La crítica musical Katarina McGinn opina que la banda "incorpora tantas influencias externas diferentes de una variedad de géneros junto con la columna vertebral del metalcore para crear una mezcla que se siente tan inventiva como abrasiva". 
Además del metalcore, Metal Hammer ha observado elementos del nu metal, el hardcore punk, la electrónica, la EDM y el hyperpop japonés en su música. Su lirismo irónico y sus composiciones que desafían el género comparten una estética con Maximum the Hormone, a quien solían versionar en sus primeros días. La mayoría de las canciones de la banda tienen un fondo de riffs basados en acordes potentes y presentan un quiebre, pero generalmente carecen de un solo de guitarra, siendo "Envy" y "Be the GAL" las únicas dos de sus canciones que lo presentan. Algunas de sus canciones siguen estructuras no tradicionales, no lineales, sin versos o estribillos repetidos. Las voces alternan entre gritos y limpios. Knotfest.com los ha caracterizado como si tuvieran un estilo similar al de Bring Me the Horizon. La revista Metal Hammer ha comparado su música con Maximum the Hormone, Enter Shikari y Crossfaith.
Yukina cita a Maximum the Hormone, A Crowd of Rebellion, Hysteric Panic y Ellegarden como sus influencias. Matsuri ha declarado que sus gustos musicales fueron influenciados por sus padres, ambos fanáticos de la música rock y metal. Ella cita a Maximum the Hormone, Hi-Standard, Hysteric Panic, SiM y Coldrain como sus influencias. Hettsu cita a las canciones anis como su mayor influencia. Chika cita a ONE OK ROCK, Sekai no Owari y Spitz como sus raíces musicales. Vocaloid y la música electrónica popular en Nico Nico Douga también han sido citadas como influencias por los miembros de la banda. Todos los miembros han admitido ser fanáticos del anime y los videojuegos, influencias que se pueden ver en su música, portadas de álbumes y videos musicales.

## Miembros
| Miembros actuales - Yukina – Voz principal (2015–presente) - Matsuri – Guitarra principal, voz secundaria (2015–presente) - Hettsu – Bajo, voz secundaria (2015–presente) - Chika – Batería, percusión (2023–presente) | Miembros anteriores - Kaede - Batería (2015–2016) - Boa - Batería (2017–2018) - Sae – Batería (2020–2023) |

Línea del tiempo

## Discografía
Álbumes de estudio
- 2021: Girl's Reform Manifest
- 2023: Reborn Superstar!

EPs
- 2018: Cherry Blossoms Are Blooming
- 2024: Bucchigiri Tokyo

Sencillos
| Título                                                | Año  | Álbum                  |
| ----------------------------------------------------- | ---- | ---------------------- |
| "Crash Over"                                          | 2016 | N/A                    |
| "L.C.G."                                              | 2019 | Girl's Reform Manifest |
| "Love Ranbu" (Love乱舞)                               | 2022 | N/A                    |
| "Neet Game"                                           | 2022 | Reborn Superstar!      |
| "Osaki ni Shitsurei Shimasu"                          | 2023 | Reborn Superstar!      |
| "Run Away" (Tousou)                                   | 2023 | Reborn Superstar!      |
| "This Is the Year to Be a Gal" (versión Early Summer) | 2023 | Reborn Superstar!      |
| "Believer" (cover de Imagine Dragons)                 | 2023 | N/A                    |
| "Otaku Lovely Densetsu"                               | 2024 | N/A                    |
| "Girl's Talk"                                         | 2024 | N/A                    |
| "Metamorphose"                                        | 2024 | N/A                    |